# Bernard Michel (historien)
Pour les articles homonymes, voir Bernard Michel.
Bernard Michel, né le 6 janvier 1935 à Paris et mort le 26 juillet 2013 à Meaux,, est un historien français spécialiste de l'Europe centrale contemporaine, professeur à l'université Paris I-Panthéon-Sorbonne.

## Biographie
Il passe son agrégation d’histoire en 1959 puis enseigne au lycée Lamoricière d’Oran puis dans les lycées parisiens Jean-Baptiste Say et Henri-IV.
Il soutient sa thèse de doctorat à la Sorbonne en 1970 (Banques et banquiers en Autriche au début du XXe siècle) sous la direction de Victor-Lucien Tapié. Il est ensuite en poste à l’université de Poitiers puis à l'université Paris I-Panthéon-Sorbonne en 1985. Il est également chargé de cours à l'Institut d'études politiques de Paris.
Il était notamment Commandeur des Palmes académiques, membre correspondant de l’Académie polonaise des sciences (1993) et docteur honoris causa de l’université Charles de Prague (2004).

### Famille
Il avait épousé en 1959 la Franco-Tchécoslovaque Michèle Pospišil, née à Prague.

## Publications
(sélection)
- Histoire de Prague (coll. Histoire des grandes villes du monde) Fayard, 1998
- Villes et sociétés urbaines dans les pays germaniques, 1815-1914, CDU SEDES, 1995
- Banques et banquiers en Autriche au début du XXe siècle, Presses de Sciences Po, 1976
- Sacher-Masoch 1836-1895 (collection Les hommes et l'histoire) Éditions Robert Laffont, 1989  (ISBN 2-221-05617-5)
- La Chute de l'Empire austro-hongrois (1916-1918) (coll. Les hommes et l'histoire), Éditions Robert Laffont, 1991
- Nations et nationalismes en Europe centrale (XIXe – XXe siècle), Aubier Montaigne, 1996
- Bernard Michel, Józef Łaptos (d), Les relations entre la France et la Pologne au XXe siècle, Cracovie, 2002
- L'Empire austro-hongrois. Splendeur et modernité, France Loisirs, 2006
- Prague Belle Époque, Aubier, 2008  (ISBN 978-2-7007-2363-2)

## Distinctions
- Commandeur de l'ordre des Palmes académiques